# Francesco Demuro
Francesco Demuro est un chanteur d'opéra italien né le 6 janvier 1978 à Porto Torres.

## Biographie
Il était l'un des plus grands représentants de Cantu a chiterra dans la dernière génération. Il a commencé très jeune à se produire en public, avec un quatuor appelé "Mini cantadores" avec quatre enfants âgés de 10 et 14 ans. Vers la fin des années 1990, il atteint une grande réputation parmi les amateurs de chant sarde, et est considéré comme l'un des artistes les plus emblématiques. En 2003, avec Maria Luisa Congiu, il réalise la chanson thème de l'un des programmes de télévision les plus suivis en Sardaigne, "Sardegna canta", un programme consacré au folklore de l'émetteur sarde Videolina.
En 2004, tout en continuant à se produire dans les rues comme  Cantadore , il fait ses débuts dans l'opéra, en jouant un rôle dans Il trovatore au Teatro Verdi de Sassari.
Il a commencé à étudier le chant à Cagliari sous la direction de Elizabetta Scanu, et enfin, en 2007, il fait ses débuts au Teatro Regio di Parma dans le rôle de Rodolfo dans Luisa Miller de Giuseppe Verdi.
Également à  Parme, en 2008, il a chanté au Festival Verdi le duc de Mantoue dans Rigoletto, après Dresde, Hong Kong , le Teatro Regio de Turin dans Simon Boccanegra à Athènes et la Bohème à Bari et Sassari.
Récemment en 2012, il a joué avec Desirée Rancatore et  Alessandro Corbelli, à Paris au Théâtre des Champs-Élysées dans le Don Pasquale de Donizetti.
Il est à l'affiche à l'Opéra-Bastille en septembre 2019 dans le rôle d'Arturo des Puritains de Bellini.